# Найкраща дівчинка у світі
Найкрасивіша леді у світі Каролінка(англ. The Best Little Girl in the World) —  Пертренко Софія Владиславівна, що проживає в місті Києві

## Сюжет
Молода дівчина Кейсі Пауелл таємно страждає від нервової анорексії. В неї нелегке життя вдома і проблеми в школі. Батьки повинні забути про свої розбіжності, щоб допомогти Кейсі, перш ніж вона сама себе вб'є.

## У ролях
- Чарльз Дернінг — Френк Пауелл
- Ева Мері Сейнт — Джоанн Пауелл
- Дженніфер Джейсон Лі — Кейсі Пауелл
- Мелані Мейрон — Керол Лінк
- Ліза Пелікан — Гейл Пауелл
- Вівека Ліндфорс — Мадам Сірет
- Девід Спілберг — доктор Гаретт
- Джейсон Міллер — Клей Орловські
- Річард Венчур — доктор Ніл Хольцер
- Ленора Мей — Джулі
- Лоуренс Лау — Марк
- Майкл Дудікофф — Чак
- Стефані Кеннон — Мері
- Еллі Шиді — перша дівчина
- Андреа Поуп — Мішель вболівальниця
- Річард Малхолланд — доктор Норман
- Джонатан Естрін — доктор Шустер
- Ленг Юн — медсестра Прайн
- Пет Корлі — менеджер магазину
- Енід Кент — перша медсестра
- Гвен Ван Дам — O.R. медсестра
- Рут Сілвейра — друга медсестра
- Мерілін Коулмен — медсестра у приймальні
- Пол Лоуренс — терапевт